# Scottish Gridiron Association 1997
La Scottish Gridiron Association 1997 è stata la 3ª edizione dell'omonimo torneo di football americano.
I risultati sono noti solo in parte.

## Squadre partecipanti
| Club                  | Città         | Stadio | Sponsor ufficiale | Risultato nella stagione 1996 |
| --------------------- | ------------- | ------ | ----------------- | ----------------------------- |
| Dundee Whalers        | Dundee        |        |                   |                               |
| East Kilbride Pirates | East Kilbride |        |                   |                               |
| Lothian Raiders       | Edimburgo     |        |                   |                               |
| Stirling Broncos      | Stirling      |        |                   |                               |
| Strathclyde Sheriffs  | Glasgow       |        |                   |                               |

## Stagione regolare

### Incontri
| 4 maggio 1997 | Strathclyde Sheriffs | 0 – 14 | East Kilbride Pirates |  |

| 24 maggio 1997 | Strathclyde Sheriffs | 26 – 20 | Stirling Broncos |  |

| 22 giugno 1997 | Lothian Raiders | 0 – 28 | East Kilbride Pirates |  |

| 6 luglio 1997 | Stirling Broncos | 14 – 50 | East Kilbride Pirates |  |

### Classifica
La classifica della regular season è la seguente:
- PCT = percentuale di vittorie, G = partite giocate, V = partite vinte,  P = partite perse, PF = punti fatti, PS = punti subiti

| Pos. | Squadra               | PCT   | G   | V   | N   | P   | PF   | PS   |
| ---- | --------------------- | ----- | --- | --- | --- | --- | ---- | ---- |
| 1    | East Kilbride Pirates | 1.000 | 7   | 7   | 0   | 0   | 92+? | 14+? |
| ?    | Strathclyde Sheriffs  | .125  | 8   | 1   | 0   | 7   | 26+? | 34+? |
| ?    | Lothian Raiders       | ?     | 1+? | 0+? | 0+? | 1+? | 0+?  | 28+? |
| ?    | Stirling Broncos      | ?     | 2+? | 0+? | 0+? | 2+? | 34+? | 76+? |
| ?    | Dundee Whalers        | ?     | ?   | ?   | ?   | ?   | ?    | ?    |

## SGA Bowl III
| 17 agosto 1997 | East Kilbride Pirates | 24 – 6 | Dundee Whalers |  |

## Verdetti
- East Kilbride Pirates vincitori della SGA 1997